# Saison 1990-1991 du Stade Malherbe Caen
Chronologie
Saison précédente Saison suivante
En 1990-1991, le Stade Malherbe de Caen évolue en première division pour la troisième saison consécutive. 
Daniel Jeandupeux, arrivé au cours de la saison passée, décide de bouleverser l'effectif. De nombreux joueurs sont recrutés, parmi lesquels Jesper Olsen, Benoît Cauet ou encore Hippolyte Dangbeto, tandis que d'autres joueurs offensifs (Yvan Lebourgeois et Joël Germain notamment) sont reconvertis en défense. Dumas découvre le poste de libéro. 
Intraitable à domicile, le Stade Malherbe de Caen effectue une saison prometteuse et termine à la huitième place.

## Transferts

### Arrivées
| Nom                | Poste          | Nationalité sportive | Transfert | Provenance             |
| ------------------ | -------------- | -------------------- | --------- | ---------------------- |
| Philippe Avenet    | défenseur      | France               | Transfert | Matra Racing           |
| Hippolyte Dangbeto | défenseur      | France               | Transfert | Matra Racing           |
| Piet den Boer      | attaquant      | Pays-Bas             | Transfert | Girondins de Bordeaux  |
| Jesper Olsen       | attaquant      | Danemark             | Transfert | Girondins de Bordeaux  |
| Joël Germain       | attaquant      | France               | Transfert | US Orléans             |
| François Lemasson  | gardien de but | France               | Transfert | Olympique lyonnais     |
| Fabien Debotté     | milieu         | France               | Transfert | Sporting Toulon Var    |
| Benoît Cauet       | milieu         | France               | Transfert | Olympique de Marseille |

### Départs
| Nom                    | Poste          | Nationalité sportive | Transfert | Destination         |
| ---------------------- | -------------- | -------------------- | --------- | ------------------- |
| Philippe Montanier     | gardien de but | France               | Transfert | FC Nantes           |
| Éric Péan              | défenseur      | France               | Transfert | Sporting Toulon Var |
| Loïc Pérard            | milieu         | France               | Transfert | AS Nancy-Lorraine   |
| Jean-Pierre Avrillon   | défenseur      | France               | Transfert | Stade de Reims      |
| Olivier Pickeu         | attaquant      | France               | Prêt      | FC Tours            |
| Brian Stein            | attaquant      | Angleterre           | Transfert | FC Annecy           |
| Éric Dewilder          | milieu         | France               | Transfert | FC Sochaux          |
| Jean-François Domergue | défenseur      | France               | arrêt     | SM Caen             |
| Éric Bala              | défenseur      | France               | transfert | Red Star            |

## Effectif

### Joueurs utilisés
| Joueur             | D1     | D1   |
| Joueur             | Matchs | Buts |
| ------------------ | ------ | ---- |
| François Lemasson  | 37     | 0    |
| Frédéric Petereyns | 1      | 0    |

| Joueur             | D1 | D1 |
| Joueur             | M  | B  |
| ------------------ | -- | -- |
| Hippolyte Dangbeto | 37 | 1  |
| Christophe Point   | 31 | 1  |
| Yvan Lebourgeois   | 28 | 1  |
| Sergio Panzardo    | 2  | 0  |
| Franck Dumas       | 38 | 2  |
| Hubert Fournier    | 23 | 2  |

| Joueur          | D1 | D1 |
| Joueur          | M  | B  |
| --------------- | -- | -- |
| Rudi Garcia     | 25 | 0  |
| Olivier Pichard | 1  | 0  |
| Fabien Debotté  | 6  | 0  |
| Benoît Cauet    | 35 | 1  |
| Jesper Olsen    | 35 | 0  |
| Graham Rix      | 28 | 1  |
| Michel Rio      | 35 | 6  |

| Joueur           | D1 | D1 |
| Joueur           | M  | B  |
| ---------------- | -- | -- |
| Philippe Avenet  | 21 | 0  |
| Piet den Boer    | 34 | 4  |
| Fabrice Divert   | 38 | 11 |
| Joël Germain     | 34 | 5  |
| Didier Thimothée | 1  | 0  |

## Les rencontres de la saison

### Championnat de première division
| Date       | Journée | Adversaire             | Lieu | Score | Buteurs SMC                              | Class. | Public |
| ---------- | ------- | ---------------------- | ---- | ----- | ---------------------------------------- | ------ | ------ |
| 21/07/1990 | 1re     | FC Nantes              | Ext. | 0 - 0 |                                          | 12e    | 13 500 |
| 28/07/1990 | 2e      | Girondins de Bordeaux  | Dom. | 2 - 0 | Den Boer, Divert                         | 3e     | 11 306 |
| 04/08/1990 | 3e      | Olympique de Marseille | Ext. | 2 - 1 | Dangbeto                                 | 7e     | 35 945 |
| 11/08/1990 | 4e      | FC Sochaux-Montbéliard | Dom. | 2 - 0 | Rio (2)                                  | 6e     | 10 916 |
| 18/08/1990 | 5e      | AS Cannes              | Ext. | 1 - 1 | Rio                                      | 5e     | 8 777  |
| 25/08/1990 | 6e      | Toulouse FC            | Dom. | 2 - 0 | Rix (2)                                  | 3e     | 10 619 |
| 29/08/1990 | 7e      | AS Saint-Etienne       | Ext. | 0 - 0 |                                          | 3e     | 11 309 |
| 08/09/1990 | 8e      | AS Nancy-Lorraine      | Dom. | 4 - 1 | Divert(2), Germain, Rabésandratana (csc) | 2e     | 10 083 |
| 15/09/1990 | 9e      | Paris Saint-Germain    | Ext. | 3 - 2 | Fournier, Divert                         | 3e     | 23 341 |
| 22/09/1990 | 10e     | AS Monaco FC           | Dom. | 0 - 2 |                                          | 5e     | 11 390 |
| 29/09/1990 | 11e     | Stade brestois         | Ext. | 5 - 0 |                                          | 10e    | 9 161  |
| 06/10/1990 | 12e     | SC Toulon              | Dom. | 2 - 0 | Divert, Rio                              | 7e     | 7 337  |
| 20/10/1990 | 13e     | Stade rennais FC       | Ext. | 1 - 1 | Germain                                  | 8e     | 10 719 |
| 26/10/1990 | 14e     | AJ Auxerre             | Dom. | 0 - 1 |                                          | 11e    | 6 598  |
| 02/11/1990 | 15e     | Montpellier HSC        | Ext. | 0 - 0 |                                          | 9e     | 10 708 |
| 10/11/1990 | 16e     | Olympique lyonnais     | Dom. | 1 - 0 | Rio                                      | 7e     | 8 228  |
| 24/11/1990 | 17e     | OGC Nice               | Ext. | 0 - 0 |                                          | 7e     | 5 146  |
| 02/12/1990 | 18e     | LOSC Lille Métropole   | Ext. | 1 - 0 |                                          | 8e     | 5 051  |
| 09/12/1990 | 19e     | FC Metz                | Dom. | 4 - 1 | Divert(2), Den Boer, Point               | 6e     | 7 487  |
| 16/12/1990 | 20e     | Girondins de Bordeaux  | Ext. | 1 - 1 | Divert                                   | 5e     | 17 000 |
| 23/12/1990 | 21e     | Olympique de Marseille | Dom. | 0 - 0 |                                          | 6e     | 12 593 |
| 13/01/1991 | 22e     | FC Sochaux-Montbéliard | Ext. | 1 - 0 |                                          | 7e     | 3 365  |
| 20/01/1991 | 23e     | AS Cannes              | Dom. | 0 - 1 |                                          | 10e    | 7 077  |
| 26/01/1991 | 24e     | Toulouse FC            | Ext. | 3 - 2 | Dumas, Divert                            | 11e    | 5 141  |
| 02/02/1991 | 25e     | AS Saint-Etienne       | Dom. | 1 - 0 | Fournier                                 | 10e    | 7 712  |
| 13/02/1991 | 27e     | Paris Saint-Germain    | Dom. | 2 - 0 | Germain, Divert                          | 8e     | 6 695  |
| 24/02/1991 | 28e     | AS Monaco FC           | Ext. | 2 - 0 |                                          | 8e     | 4 264  |
| 02/03/1991 | 29e     | Stade brestois         | Dom. | 1 - 2 | Germain                                  | 12e    | 7 298  |
| 05/03/1991 | 26e     | AS Nancy-Lorraine      | Ext. | 0 - 0 |                                          | 9e     | 5 456  |
| 16/03/1991 | 30e     | SC Toulon              | Ext. | 0 - 0 |                                          | 12e    | 4 000  |
| 23/03/1991 | 31e     | Stade rennais FC       | Dom. | 2 - 0 | Lebourgeois, Germain                     | 11e    | 7 683  |
| 06/04/1991 | 32e     | AJ Auxerre             | Ext. | 3 - 0 |                                          | 12e    | 8 000  |
| 13/04/1991 | 33e     | Montpellier HSC        | Dom. | 1 - 0 | Divert                                   | 10e    | 8 457  |
| 20/04/1991 | 34e     | Olympique lyonnais     | Ext. | 3 - 2 | Cauet, Dumas                             | 12e    | 12 096 |
| 04/05/1991 | 35e     | OGC Nice               | Dom. | 2 - 1 | Rix, Rio                                 | 10e    | 7 167  |
| 10/05/1991 | 36e     | LOSC Lille Métropole   | Dom. | 0 - 0 |                                          | 8e     | 7 735  |
| 17/05/1991 | 37e     | FC Metz                | Ext. | 1 - 1 | Den Boer                                 | 9e     | 5 898  |
| 24/05/1991 | 38e     | FC Nantes              | Dom. | 1 - 0 | Den Boer                                 | 8e     | 9 409  |

### Coupe de France
| Date       | Tour | Adversaire | Lieu  | Score | Buteurs SMC | Public |
| ---------- | ---- | ---------- | ----- | ----- | ----------- | ------ |
| 09/03/1991 | 32e  | Niort      | Niort | 1-0   |             |        |